# Banksia ornata
Banksia ornata (F.Muell. ex Meisn., 1854) è una pianta appartenente alla famiglia delle Proteaceae, endemica degli stati federati di Australia meridionale e Victoria, in Australia.